# Список призёров летних Олимпийских игр 1964
XVIII летние Олимпийские игры проводились в Токио, столице Японии, с 10 по 24 октября 1964 года.

## Медалисты

### Академическая гребля[1]
| Дисциплина                      | Золото | Серебро | Бронза |
| ------------------------------- | --- | --- | --- |
| Одиночки                        | Вячеслав Иванов СССР | Ахим Хилль Объединённая германская команда | Готтфрид Коттман Швейцария |
| Двойки парные                   | СССР · Борис Дубровский · Олег Тюрин | США · Сеймор Кромуэлл · Джеймс Сторм | Чехословакия · Владимир Андрс · Павел Гофман |
| Двойки распашные без рулевого   | Канада · Джордж Хангерфорд · Роджер Джексон                                                                                                  | Нидерланды · Стевен Блайссе · Эрнст Венеманс | Объединённая германская команда · Михаэль Шван · Вольфганг Хоттенротт                                                                                |
| Двойки распашные с рулевым      | США · Эдвард Ферри · Конн Финдли · Кент Митчелл                                                                                              | Франция · Жак Морель · Жорж Морель · Жан-Клод Даруи | Нидерланды · Ян Юст Бос · Херман Рауве · Эрик Хартсёйкер                                                                                             |
| Четвёрки распашные без рулевого | Дания · Йохн Хансен · Бьёрн Хаслёв · Эрик Петерсен · Курт Хельмут                                                                            | Великобритания · Джон Расселл · Хью Варделл-Йербург · Вильям Барри · Джон Джеймс | США · Джеффри Пикард · Дик Лайон · Теодор Миттет · Теодор Нэш                                                                                        |
| Четвёрки распашные с рулевым    | Объединённая германская команда · Петер Нойсель · Бернхард Бриттинг · Йоахим Вернер · Эгберт Хиршфельдер · Юрген Эльке                       | Италия · Ренато Босатта · Эмилио Тривини · Джузеппе Галанте · Франко Де Педрина · Джованни Спинола                                                                                         | Нидерланды · Лекс Мюллинк · Ян ван де Графф · Фрек ван де Графф · Бобби ван де Графф · Мариус Клюмпербек                                             |
| Восьмёрки                       | США · Джозеф Эмлонг · Томас Эмлонг · Харольд Бадд · Эмори Кларк · Стэнли Квиклински · Хью Фоли · Уильям Кнехт · Уильям Стоу · Роберт Зимоньи | Объединённая германская команда · Клаус Эффке · Клаус Биттнер · Карл-Генрих фон Гроддек · Ханс-Юрген Валльбрехт · Клаус Беренс · Юрген Шрёдер · Юрген Плагеман · Хорст Майер · Томас Аренс | Чехословакия · Петр Чермак · Иржи Лундак · Ян Мрвик · Юлиус Точек · Йозеф Вентус · Лудек Поезный · Богумил Яноушек · Рихард Новый · Мирослав Коничек |

### Баскетбол[2]
| Золото | Серебро | Бронза |
| США Джим Барнс · Билл Брэдли · Ларри Браун · Джо Колдуэлл · Мел Каунтс · Дик Дэвис · Уолт Хазард · Люсиус Джексон · Джон Маккафри · Джефф Маллинс · Джером Шипп · Джордж Уилсон | СССР Арменак Алачачян · Николай Баглей · Вячеслав Хрынин · Юрис Калныньш · Юрий Корнеев · Янис Круминьш · Яак Липсо · Леван Мосешвили · Валдис Муйжниекс · Александр Петров · Александр Травин · Геннадий Вольнов | Бразилия Эдсон Биспо дос Сантос · Фридрих Вильхельм Браун · Кармо де Соуза · Карлос Домингос Массони · Вламир Маркес · Виктор Миршавка · Амаур Пасос · Убиратан Перейра · Антонио Сальвадор Сукар · Ятур Эдуардо Шаль · Жозе Эдвар Симос · Сержио де Толедо Мачадо |

### Бокс[3]
| Весовая категория              | Золото                   | Серебро                                     | Бронза                                      |
| ------------------------------ | ------------------------ | ------------------------------------------- | ------------------------------------------- |
| Наилегчайший вес (до 51 кг)    | Фернандо Атцори Италия   | Артур Олех Польша                           | Роберт Кармоди США                          |
| Наилегчайший вес (до 51 кг)    | Фернандо Атцори Италия   | Артур Олех Польша                           | Станислав Сорокин СССР                      |
| Легчайший вес (до 54 кг)       | Такао Сакураи Япония     | Чон Син Джо Республика Корея                | Хуан Фабила Мексика                         |
| Легчайший вес (до 54 кг)       | Такао Сакураи Япония     | Чон Син Джо Республика Корея                | Вашингтон Родригес Уругвай                  |
| Полулёгкий вес (до 57 кг)      | Станислав Степашкин СССР | Энтони Вильянуэва Филиппины                 | Хайнц Шульц Объединённая германская команда |
| Полулёгкий вес (до 57 кг)      | Станислав Степашкин СССР | Энтони Вильянуэва Филиппины                 | Чарльз Браун США                            |
| Лёгкий вес (до 60 кг)          | Юзеф Грудзень Польша     | Виликтон Баранников СССР                    | Джеймс Маккорт Ирландия                     |
| Лёгкий вес (до 60 кг)          | Юзеф Грудзень Польша     | Виликтон Баранников СССР                    | Рональд Харрис США                          |
| Полусредний вес (до 63,5 кг)   | Ежи Кулей Польша         | Евгений Фролов СССР                         | Хабиб Галхия Тунис                          |
| Полусредний вес (до 63,5 кг)   | Ежи Кулей Польша         | Евгений Фролов СССР                         | Эдвард Блэй Гана                            |
| Первый средний вес (до 67 кг)  | Мариан Каспшик Польша    | Ричардас Тамулис СССР                       | Пертти Пурхонен Финляндия                   |
| Первый средний вес (до 67 кг)  | Мариан Каспшик Польша    | Ричардас Тамулис СССР                       | Сильвано Бертини Италия                     |
| Средний вес (до 71 кг)         | Борис Лагутин СССР       | Жозеф Гонсалес Франция                      | Ноджим Майегун Нигерия                      |
| Средний вес (до 71 кг)         | Борис Лагутин СССР       | Жозеф Гонсалес Франция                      | Юзеф Гжесяк Польша                          |
| Второй средний вес (до 75 кг)  | Валерий Попенченко СССР  | Эмиль Шульц Объединённая германская команда | Франко Валле Италия                         |
| Второй средний вес (до 75 кг)  | Валерий Попенченко СССР  | Эмиль Шульц Объединённая германская команда | Тадеуш Валасек Польша                       |
| Полутяжёлый вес (до 81 кг)     | Козимо Пинто Италия      | Алексей Киселёв СССР                        | Александр Николов Болгария                  |
| Полутяжёлый вес (до 81 кг)     | Козимо Пинто Италия      | Алексей Киселёв СССР                        | Збигнев Петшиковский Польша                 |
| Супертяжёлый вес (свыше 81 кг) | Джо Фрейзер США          | Ханс Хубер Объединённая германская команда  | Джузеппе Рос Италия                         |
| Супертяжёлый вес (свыше 81 кг) | Джо Фрейзер США          | Ханс Хубер Объединённая германская команда  | Вадим Емельянов СССР                        |

### Борьба[4]

#### Вольная борьба
| Категория   | Золото                   | Серебро                                    | Бронза                       |
| ----------- | ------------------------ | ------------------------------------------ | ---------------------------- |
| До 52 кг    | Ёсикацу Ёсида Япония     | Чан Чхан Сон Республика Корея              | Али Акбар Хейдари Иран       |
| До 57 кг    | Ёдзиро Уэтакэ Япония     | Хюсейин Акбаш Турция                       | Айдын Ибрагимов СССР         |
| До 63 кг    | Осаму Ватанабэ Япония    | Станчо Колев Болгария                      | Нодар Хохашвили СССР         |
| До 70 кг    | Енё Вылчев Болгария      | Клаус Рост Объединённая германская команда | Ивао Хориути Япония          |
| До 78 кг    | Исмаил Оган Турция       | Гурам Сагарадзе СССР                       | Мохаммад Али Санаткаран Иран |
| До 87 кг    | Продан Гарджев Болгария  | Хасан Гюнгёр Турция                        | Дэниел Брэнд США             |
| До 97 кг    | Александр Медведь СССР   | Ахмет Айик Турция                          | Саид Мустафов Болгария       |
| Свыше 97 кг | Александр Иваницкий СССР | Лютви Ахмедов Болгария                     | Хамит Каплан Турция          |

#### Греко-римская борьба
| Категория   | Золото                    | Серебро                    | Бронза                                          |
| ----------- | ------------------------- | -------------------------- | ----------------------------------------------- |
| До 52 кг    | Цутому Ханахара Япония    | Ангел Керезов Болгария     | Думитру Пырвулеску Румыния                      |
| До 57 кг    | Масамицу Итигути Япония   | Владлен Тростянский СССР   | Йон Черня Румыния                               |
| До 63 кг    | Имре Пойяк Венгрия        | Роман Руруа СССР           | Бранислав Мартинович Югославия                  |
| До 70 кг    | Казым Айваз Турция        | Валериу Буларка Румыния    | Давид Гванцеладзе СССР                          |
| До 78 кг    | Анатолий Колесов СССР     | Кирил Петков Болгария      | Бертиль Нюстрём Швеция                          |
| До 87 кг    | Бранислав Симич Югославия | Иржи Корманик Чехословакия | Лотар Метц Объединённая германская команда      |
| До 97 кг    | Боян Радев Болгария       | Пер Свенссон Швеция        | Хайнц Киль Объединённая германская команда      |
| свыше 97 кг | Иштван Козма Венгрия      | Анатолий Рощин СССР        | Вильфрид Дитрих Объединённая германская команда |

### Велоспорт
| Дисциплина                                  | Золото                                                                                          | Серебро                                                                          | Бронза                                                                       |
| ------------------------------------------- | ----------------------------------------------------------------------------------------------- | -------------------------------------------------------------------------------- | ---------------------------------------------------------------------------- |
| Велошоссе Групповая гонка                   | Марио Занин Италия                                                                              | Кьелль Родиан Дания                                                              | Вальтер Годефрот Бельгия                                                     |
| Велошоссе Командная гонка                   | Нидерланды · Барт Зут · Эверт Долман · Гербен Карстенс · Ян Питерсе                             | Италия · Ферруччо Манза · Северино Андреоли · Лучиано Делла Бона · Пьетро Гуэрра | Швеция · Стуре Петтерссон · Свен Хамрин · Эрик Петтерссон · Йёста Петтерссон |
| Велотрек Гит 1000 м                         | Патрик Серку Бельгия                                                                            | Джованни Петтенелла Италия                                                       | Пьер Трантен Франция                                                         |
| Велотрек Спринт                             | Джованни Петтенелла Италия                                                                      | Серджо Бьянкетто Италия                                                          | Даниэль Морелон Франция                                                      |
| Тандем                                      | Италия · Серджо Бьянкетто · Анджело Дамиано                                                     | СССР · Имант Бодниекс · Виктор Логунов                                           | Объединённая германская команда · Вилли Фуггерер · Клаус Кобуш               |
| Велотрек Индивидуальная гонка преследования | Иржи Далер Чехословакия                                                                         | Джорджо Урси Италия                                                              | Пребен Исакссон Дания                                                        |
| Велотрек Командная гонка преследования      | Объединённая германская команда · Эрнст Стренг · Лотар Глесгес · Карл-Хайнц Хенрихс · Карл Линк | Италия · Франко Теста · Ченчо Мантовани · Карло Ранкати · Луиджи Ронкалья        | Нидерланды · Кор Схюринг · Хенк Корнелиссе · Герард Кул · Яп Аудкерк         |

### Водное поло[6]
| Золото | Серебро | Бронза |
| ВенгрияМиклош Амбруш · Ласло Фелкаи · Янош Конрад · Золтан Дёмётёр · Тивадар Канижа · Петер Рушоран · Дьёрдь Карпати · Михай Майер · Дежё Дьярмати · Денеш Почик · Андраш Боднар | ЮгославияМилан Мушкатирович · Иво Трумбич · Винко Росич · Златко Шименц · Божидар Станишич · Анте Нардели · Зоран Янкович · Мирко Сандич · Фране Нонкович · Озрен Боначич · Карло Стипанич | СССРВиктор Агеев · Эдуард Егоров · Зенон Борткевич · Игорь Грабовский · Борис Гришин · Николай Калашников · Николай Кузнецов · Владимир Кузнецов · Борис Попов · Леонид Осипов · Владимир Семёнов |

### Волейбол[7]
| Дисциплина | Золото | Серебро | Бронза |
| ---------- | --- | --- | --- |
| Женщины    | Япония · Сата Исобэ · Масаэ Касай · Масако Кондо · Ёсико Мацумура · Кацуми Мацумура · Эмико Миямото · Сэцуко Сасаки · Аяно Сибуки · Ёко Синодзаки · Кинуко Танида · Юко Фудзимото · Юрико Ханда                                           | СССР · Нелли Абрамова · Астра Билтауэр · Людмила Булдакова · Людмила Гуреева · Валентина Каменёк · Марита Катушева · Нинель Луканина · Валентина Мишак · Татьяна Рощина · Антонина Рыжова · Инна Рыскаль · Тамара Тихонина | Польша · Ханна-Кристина Буш · Мария Голимовская · Данута Кордачук-Вагнер · Кристина Крупа · Юзефа Ледвиг · Ядвига Марко · Ядвига Рутковская · Мария Сливка · Барбара Хермель · Кристина Чайковская · Зофья Щенсневская · Кристина Якубовская |
| Мужчины    | СССР · Иван Бугаенков · Николай Буробин · Юрий Венгеровский · Дмитрий Воскобойников · Валерий Калачихин · Важа Качарава · Виталий Коваленко · Станислав Люгайло · Георгий Мондзолевский · Юрий Поярков · Эдуард Сибиряков · Юрий Чесноков | Чехословакия · Богумил Голиан · Зденек Гумгал · Петр Коп · Йозеф Лабуда · Йозеф Мусил · Карел Паулус · Борис Перушич · Ладислав Томан · Милан Чуда · Павел Шенк · Вацлав Шмидл · Йозеф Шорм                                | Япония · Ютака Дэмати · Натиро Икэда · Тосиаки Косэдо · Цутому Кояма · Масаюки Минами · Тэрухиса Морияма · Юдзо Накамура · Кацутоси Нэкода · Ясутако Сато · Садатоси Сугахара · Такэси Токутоми · Токихико Хигути                            |

### Гребля на байдарках и каноэ[8]

#### Мужчины
| Дисциплина                 | Золото                                                                       | Серебро                                                                                                  | Бронза                                                                     |
| -------------------------- | ---------------------------------------------------------------------------- | --- | -------------------------------------------------------------------------- |
| Каноэ-одиночка — 1000 м    | Юрген Эшерт Объединённая германская команда                                  | Андрей Игоров Румыния                                                                                    | Евгений Пеняев СССР                                                        |
| Каноэ-двойка — 1000 м      | СССР · Андрей Химич · Степан Ощепков                                         | Франция · Жан Будеэн · Мишель Шапюи                                                                      | Дания · Пеер Нильсен · Йон Сёренсен                                        |
| Байдарка-одиночка — 1000 м | Рольф Петерсон Швеция                                                        | Михай Хес Венгрия                                                                                        | Аурел Вернеску Румыния                                                     |
| Байдарка-двойка — 1000 м   | Швеция · Свен-Олов Шёделиус · Гуннар Уттерберг                               | Нидерланды · Антониус Гёртс · Паулюс Хукстра                                                             | Объединённая германская команда · Хайнц Бюкер · Хольгер Цандер             |
| Байдарка-четвёрка — 1000 м | СССР · Николай Чужиков · Анатолий Гришин · Вячеслав Ионов · Владимир Морозов | Объединённая германская команда · Гюнтер Перлеберг · Бернхард Шульце · Фридхельм Венцке · Хольгер Цандер | Румыния · Симьон Кучьюк · Атанасие Счотник · Михай Цуркаш · Аурел Вернеску |

#### Женщины
| Дисциплина                | Золото                                                               | Серебро                             | Бронза                                   |
| ------------------------- | -------------------------------------------------------------------- | ----------------------------------- | ---------------------------------------- |
| Байдарка-одиночка — 500 м | Людмила Хведосюк СССР                                                | Хильде Лауэр Румыния                | Маршия Джонс США                         |
| Байдарка-двойка — 500 м   | Объединённая германская команда · Росвита Эссер · Аннемари Циммерман | США · Фрэнсин Фокс · Глориэнн Перье | Румыния · Хильде Лауэр · Корнелия Сидери |

### Дзюдо[9]
| Категория          | Золото                   | Серебро                                           | Бронза                                                                  |
| ------------------ | ------------------------ | ------------------------------------------------- | ----------------------------------------------------------------------- |
| До 68 кг           | Такэхидэ Накатани Япония | Эрик Хенни Швейцария                              | Арон Боголюбов СССР Олег Степанов СССР                                  |
| До 80 кг           | Исао Окано Япония        | Вольфганг Хофманн Объединённая германская команда | Джеймс Брегман США Ким Ый Тхэ Республика Корея                          |
| Свыше 80 кг        | Исао Инокума Япония      | Дуглас Роджерс Канада                             | Парнаоз Чиквиладзе СССР Анзор Кикнадзе СССР                             |
| Открытая категория | Антон Гесинк Нидерланды  | Акио Каминага Япония                              | Теодор Бороновскис Австралия Клаус Глан Объединённая германская команда |

### Конный спорт[10]
| Дисциплина                     | Золото                                                                                 | Серебро                                                        | Бронза                                                                        |
| ------------------------------ | -------------------------------------------------------------------------------------- | -------------------------------------------------------------- | ----------------------------------------------------------------------------- |
| Выездка Личное первенство      | Анри Шаммартен Швейцария                                                               | Харри Больдт Объединённая германская команда                   | Сергей Филатов СССР                                                           |
| Выездка Командное первенство   | Объединённая германская команда · Харри Больдт · Райнер Климке · Йозеф Некерман        | Швейцария · Анри Шаммартен · Густав Фишер · Марианне Госвайлер | СССР · Иван Калита · Иван Кизимов · Сергей Филатов                            |
| Троеборье Личное первенство    | Мауро Кекколи Италия                                                                   | Карлос Мораторио Аргентина                                     | Фриц Лиггес Объединённая германская команда                                   |
| Троеборье Командное первенство | Италия · Мауро Кекколи · Паоло Анджиони · Джузеппе Равано                              | США · Майкл Пэйдж · Кевин Фримэн · Джон Пламб                  | Объединённая германская команда · Фриц Лиггес · Хорст Карстен · Герхард Шульц |
| Конкур Личное первенство       | Пьер-Жонкьер Д'Ориола Франция                                                          | Херман Шридде Объединённая германская команда                  | Петер Робесон Великобритания                                                  |
| Конкур Командное первенство    | Объединённая германская команда · Херман Шридде · Курт Яразински · Ханс Гюнтер Винклер | Франция · Пьер-Жонкьер Д’Ориола · Жану Лефевр · Ги Лефран      | Италия · Пьеро Д’Инцео · Раймондо Д’Инцео · Грациано Манчинелли               |

### Лёгкая атлетика[11]

#### Мужчины
| Дисциплина       | Золото                                                             | Серебро                                                                         | Бронза                                                                            |
| ---------------- | ------------------------------------------------------------------ | ------------------------------------------------------------------------------- | --------------------------------------------------------------------------------- |
| 100 м            | Роберт Хэйес США                                                   | Энрике Фигерола Куба                                                            | Харри Джером Канада                                                               |
| 200 м            | Генри Карр США                                                     | Пол Дрэйтон США                                                                 | Эдвин Робертс Тринидад и Тобаго                                                   |
| 400 м            | Майк Ларраби США                                                   | Венделл Моттли Тринидад и Тобаго                                                | Анджей Баденьский Польша                                                          |
| 800 м            | Питер Снелл Новая Зеландия                                         | Билл Крозерс Канада                                                             | Уилсон Кипругут Кения                                                             |
| 1500 м           | Питер Снелл Новая Зеландия                                         | Йозеф Одложил Чехословакия                                                      | Джон Дэвис Новая Зеландия                                                         |
| 5000 м           | Роберт Шул США                                                     | Харальд Норпот Объединённая германская команда                                  | Вильям Диллинджер США                                                             |
| 10 000 м         | Билли Миллс США                                                    | Мохаммед Гаммуди Тунис                                                          | Рональд Кларк Австралия                                                           |
| 110 м с/б        | Джонс Хэйс США                                                     | Блэайн Линдгрен США                                                             | Анатолий Михайлов СССР                                                            |
| 400 м с/б        | Рекс Коули США                                                     | Джон Купер Великобритания                                                       | Сальваторе Морале Италия                                                          |
| 3000 м с/пр      | Гастон Рулантс Бельгия                                             | Морис Херриотт Великобритания                                                   | Иван Беляев СССР                                                                  |
| Эстафета 4×100 м | США · Пол Дрэйтон · Джерри Эшуорт · Ричард Стеббинс · Роберт Хэйес | Польша · Анджей Зелиньский · Веслав Маняк · Мариан Фоик · Мариан Дудзяк         | Франция · Пол Женеве · Бернар Ледебёр · Клод Пикемаль · Жоселин Делекур           |
| Эстафета 4×400 м | США · Оллан Касселл · Майк Ларраби · Уилис Уильямс · Генри Карр    | Великобритания · Тимоти Грэхем · Эдриан Метколф · Джон Купер · Роберт Брайтвелл | Тринидад и Тобаго · Эдвин Скиннер · Кент Бернард · Эдвин Робертс · Венделл Моттли |
| Ходьба 20 км     | Кеннет Мэтьюс Великобритания                                       | Дитер Линднер Объединённая германская команда                                   | Владимир Голубничий СССР                                                          |
| Ходьба 50 км     | Абдон Памич Италия                                                 | Пол Нихилл Великобритания                                                       | Ингвар Петтерссон Швеция                                                          |
| Марафон          | Абебе Бикила Эфиопия                                               | Бэзил Хитли Великобритания                                                      | Кокити Цубурая Япония                                                             |
| Прыжки в длину   | Линн Дэвис Великобритания                                          | Ралф Бостон США                                                                 | Игорь Тер-Ованесян СССР                                                           |
| Тройной прыжок   | Юзеф Шмидт Польша                                                  | Олег Фёдосеев СССР                                                              | Виктор Кравченко СССР                                                             |
| Прыжки в высоту  | Валерий Брумель СССР                                               | Джон Томас США                                                                  | Джон Рэмбо США                                                                    |
| Прыжки с шестом  | Фред Хансен США                                                    | Вольфганг Райнхардт Объединённая германская команда                             | Клаус Ленерц Объединённая германская команда                                      |
| Толкание ядра    | Даллас Лонг США                                                    | Джеймс Мэтсон США                                                               | Вильмош Варью Венгрия                                                             |
| Метание диска    | Эл Ортер США                                                       | Лудвик Данек Чехословакия                                                       | Дэйв Вейлл США                                                                    |
| Метание копья    | Паули Невала Финляндия                                             | Гергей Кульчар Венгрия                                                          | Янис Лусис СССР                                                                   |
| Метание молота   | Ромуальд Клим СССР                                                 | Дьюла Живоцки Венгрия                                                           | Уве Байер Объединённая германская команда                                         |
| Десятиборье      | Вилли Хольдорф Объединённая германская команда                     | Рейн Аун СССР                                                                   | Ханс-Йоахим Вальде Объединённая германская команда                                |

#### Женщины
| Дисциплина       | Золото                                                                         | Серебро                                                         | Бронза                                                                   |
| ---------------- | ------------------------------------------------------------------------------ | --------------------------------------------------------------- | ------------------------------------------------------------------------ |
| 100 м            | Вайомия Тайес США                                                              | Эдит Макгуайр США                                               | Эва Клобуковская Польша                                                  |
| 200 м            | Эдит Макгуайр США                                                              | Ирена Киршенштейн Польша                                        | Мэрилин Блэк Австралия                                                   |
| 400 м            | Бетти Катберт Австралия                                                        | Энн Пакер Великобритания                                        | Джудит Эмур Австралия                                                    |
| 800 м            | Энн Пакер Великобритания                                                       | Маривон Дупурё Франция                                          | Марайз Чемберлен Новая Зеландия                                          |
| 80 м с/б         | Карин Бальцер Объединённая германская команда                                  | Тереса Цеплы Польша                                             | Памела Килборн Австралия                                                 |
| Эстафета 4×100 м | Польша · Тереса Цеплы · Ирена Киршенштейн · Халина Гурецкая · Эва Клобуковская | США · Уилли Уайт · Эдит Макгуайр · Мэрилин Уайт · Вайомия Тайес | Великобритания · Жанет Симпсон · Мэри Рэнд · Дафне Арден · Дороти Хаймэн |
| Прыжки в длину   | Мэри Рэнд Великобритания                                                       | Ирена Киршенштейн Польша                                        | Татьяна Щелканова СССР                                                   |
| Прыжки в высоту  | Иоланда Балаш Румыния                                                          | Мишель Браун Австралия                                          | Таисия Ченчик СССР                                                       |
| Толкание ядра    | Тамара Пресс СССР                                                              | Ренате Гариш-Кульмбергер Объединённая германская команда        | Галина Зыбина СССР                                                       |
| Метание диска    | Тамара Пресс СССР                                                              | Инрид Лоц Объединённая германская команда                       | Лия Манолиу Румыния                                                      |
| Метание копья    | Михаэла Пенеш Румыния                                                          | Марта Рудаш Венгрия                                             | Елена Горчакова СССР                                                     |
| Пятиборье        | Ирина Пресс СССР                                                               | Мэри Рэнд Великобритания                                        | Галина Быстрова СССР                                                     |

### Парусный спорт[12]
| Класс                                  | Золото                                                         | Серебро                                                                         | Бронза                                                   |
| -------------------------------------- | -------------------------------------------------------------- | ------------------------------------------------------------------------------- | -------------------------------------------------------- |
| Финн одноместный швертбот              | Вильгельм Кувайде Объединённая германская команда              | Петер Барретт США                                                               | Хеннинг Винд Дания                                       |
| Летучий голландец двухместный швертбот | Новая Зеландия · Эрл Веллс · Хельмер Педерсен                  | Великобритания · Кейт Мусто · Тони Морган                                       | США · Харри Мелджес · Вильям Бентсен                     |
| Звёздный двухместная килевая яхта      | Багамские Острова · Дарвард Ноулз · Сесил Кук                  | США · Ричард Стеарнс · Линн Вильямс                                             | Швеция · Пелле Петтерссон · Хольгер Сундстрём            |
| Дракон Килевая яхта                    | Дания · Оле Бернтсен · Кристиан фон Бюлов · Оле Поульсен       | Объединённая германская команда · Петер Арендт · Вильфрид Лоренц · Ульрих Мензе | США · Ловелл Норт · Чарлз Роджерс · Ричард Дивер         |
| 5.5 mR Килевая яхта                    | Австралия · Вильям Нортхэм · Питер О’Доннелл · Джеймс Сэрджент | Швеция · Ларс Тёрн · Стуре Сторк · Арне Карлссон                                | США · Джон Макнамара · Фрэнсис Скалли · Джозеф Бэтчелдер |

### Плавание[13]

#### Мужчины
| Дисциплина                       | Золото                                                        | Серебро | Бронза                                                                 |
| -------------------------------- | ------------------------------------------------------------- | --- | ---------------------------------------------------------------------- |
| 100 м вольным стилем             | Дон Шолландер США                                             | Роберт Макгрегор Великобритания                                                                            | Ханс-Йоахим Клайн Объединённая германская команда                      |
| 400 м вольным стилем             | Дон Шолландер США                                             | Франк Виганд Объединённая германская команда                                                               | Аллан Вуд Австралия                                                    |
| 1500 м вольным стилем            | Роберт Виндл Австралия                                        | Джон Нельсон США                                                                                           | Аллан Вуд Австралия                                                    |
| 200 м на спине                   | Джед Гриф США                                                 | Гэри Дилли США                                                                                             | Роберт Беннетт США                                                     |
| 200 м брассом                    | Иан О'Брайен Австралия                                        | Георгий Прокопенко СССР                                                                                    | Честер Джастремски США                                                 |
| 200 м баттерфляем                | Кевин Берри Австралия                                         | Карл Роби США                                                                                              | Фред Шмидт США                                                         |
| 400 м комплексным плаванием      | Ричард Рот США                                                | Рой Саари США                                                                                              | Герхард Хец Объединённая германская команда                            |
| Эстафета 4×100 м вольным стилем  | США · Стефен Кларк · Майкл Остин · Гэри Илман · Дон Шолландер | Объединённая германская команда · Хорст Лёффлер · Уве Якобзен · Ханс-Йоахим Клайн                          | Австралия · Дэвид Диксон · Питер Док · Джон Райан · Роберт Виндл       |
| Эстафета 4×200 м вольным стилем  | США · Стефен Кларк · Рой Саари · Гэри Илман · Дон Шолландер   | Объединённая германская команда · Ханс-Йоахим Клайн · Хорст-Гюнтер Грегор · Герхард Хец                    | Япония · Макото Фукуи · Кунихиро Ивасаки · Тосио Сёдзи · Юкиаки Окабэ  |
| Эстафета 4×100 м комбинированная | США · Харольд Манн · Уильям Крэйг · Фред Шмидт · Стефен Кларк | Объединённая германская команда · Франк Виганд · Ханс-Йоахим Клайн · Эрнст-Йоахим Кюпперс · Эгор Хеннинген | Австралия · Питер Рейнолдс · Иан О’Брайен · Кевин Берри · Дэвид Диксон |

#### Женщины
| Дисциплина                       | Золото                                                                | Серебро                                                                 | Бронза                                                                                                |
| -------------------------------- | --------------------------------------------------------------------- | ----------------------------------------------------------------------- | --- |
| 100 м вольным стилем             | Дон Фрейзер Австралия                                                 | Шэрон Стаудер США                                                       | Кэтлин Эллис США                                                                                      |
| 400 м вольным стилем             | Вирджиния Денкел США                                                  | Мэрилин Раменофски США                                                  | Терри Стиклес США                                                                                     |
| 100 м на спине                   | Кэтлин Фергюсон США                                                   | Кристин Карон Франция                                                   | Вирджиния Денкел США                                                                                  |
| 200 м брассом                    | Галина Прозуменщикова СССР                                            | Клаудия Колб США                                                        | Светлана Бабанина СССР                                                                                |
| 100 м баттерфляем                | Шэрон Стаудер США                                                     | Агье Кок Нидерланды                                                     | Кэтлин Эллис США                                                                                      |
| 400 м комплексным плаванием      | Донна де Варона США                                                   | Шэрон Финнеран США                                                      | Марта Рэндолл США                                                                                     |
| Эстафета 4×100 м вольным стилем  | США · Шэрон Стаудер · Донна де Варона · Лилиан Ватсон · Кэтлин Эллис  | Австралия · Робин Торн · Дженис Мерфи · Линетт Белл · Дон Фрейзер       | Нидерланды · Паулине ван дер Вилдт · Катарина Бёмер · Вильгельмина ван Верденбюрг · Эрика Терпстра    |
| Эстафета 4×100 м комбинированная | США · Кэтлин Фергюсон · Синтия Гойетте · Шэрон Стаудер · Кэтлин Эллис | Нидерланды · Корнелия Винкел · Клена Бимолт · Агье Кок · Эрика Терпстра | СССР · Татьяна Савельева · Светлана Бабанина · Татьяна Девятова · Наталья Устинова · Наталья Быстрова |

### Прыжки в воду[14]

#### Мужчины
| Дисциплина   | Золото                | Серебро              | Бронза               |
| ------------ | --------------------- | -------------------- | -------------------- |
| Трамплин 3 м | Кеннет Ситцбергер США | Фрэнсис Горман США   | Лоуренс Эндрисен США |
| Вышка        | Роберт Вебстер США    | Клаус Дибиаси Италия | Томас Гомпф США      |

#### Женщины
| Дисциплина   | Золото                                        | Серебро                                       | Бронза                |
| ------------ | --------------------------------------------- | --------------------------------------------- | --------------------- |
| Трамплин 3 м | Ингрид Кремер Объединённая германская команда | Жанна Кольер США                              | Пэтси Виллард США     |
| Вышка        | Лесли Буш США                                 | Ингрид Кремер Объединённая германская команда | Галина Алексеева СССР |

### Современное пятиборье[15]
| Дисциплина           | Золото                                                         | Серебро                                               | Бронза                                                   |
| -------------------- | -------------------------------------------------------------- | ----------------------------------------------------- | -------------------------------------------------------- |
| Личное первенство    | Ференц Тёрёк Венгрия                                           | Игорь Новиков СССР                                    | Альберт Мокеев СССР                                      |
| Командное первенство | СССР · Альберт Мокеев · Игорь Новиков · Виктор Минеев · 14 961 | США · Джеймс Мур · Дэвид Кирквуд · Пол Пести · 14 189 | Венгрия · Ференц Тёрёк · Имре Надь · Отто Тёрёк · 14 173 |

### Спортивная гимнастика[16]

#### Мужчины
| Дисциплина           | Золото                                                                                              | Серебро                                                                                               | Бронза |
| -------------------- | --------------------------------------------------------------------------------------------------- | --- | --- |
| Командное первенство | Япония · Юкио Эндо · Такудзи Хаята · Такаси Мицукури · Такаси Оно · Сюдзи Цуруми · Харухиро Ямасита | СССР · Виктор Лисицкий · Борис Шахлин · Сергей Диомидов · Виктор Леонтьев · Юрий Цапенко · Юрий Титов | Объединённая германская команда · Зигфрид Фюлле · Филипп Фюрст · Гюнтер Лис · Эрвин Коппе · Клаус Кёсте · Петер Вебер |
| Многоборье           | Юкио Эндо Япония                                                                                    | Виктор Лисицкий СССР                                                                                  | не присуждалась |
| Многоборье           | Юкио Эндо Япония                                                                                    | Борис Шахлин СССР                                                                                     | не присуждалась |
| Многоборье           | Юкио Эндо Япония                                                                                    | Сюдзи Цуруми Япония                                                                                   | не присуждалась |
| Вольные упражнения   | Франко Меникелли Италия                                                                             | Юкио Эндо Япония                                                                                      | не присуждалась |
| Вольные упражнения   | Франко Меникелли Италия                                                                             | Виктор Лисицкий СССР                                                                                  | не присуждалась |
| Конь                 | Мирослав Церар Югославия                                                                            | Сюдзи Цуруми Япония                                                                                   | Юрий Цапенко СССР |
| Кольца               | Такудзи Хаята Япония                                                                                | Франко Меникелли Италия                                                                               | Борис Шахлин СССР |
| Опорный прыжок       | Харухиро Ямасита Япония                                                                             | Виктор Лисицкий СССР                                                                                  | Ханну Рантакари Финляндия                                                                                             |
| Брусья               | Юкио Эндо Япония                                                                                    | Сюдзи Цуруми Япония                                                                                   | Франко Меникелли Италия                                                                                               |
| Перекладина          | Борис Шахлин СССР                                                                                   | Юрий Титов СССР                                                                                       | Мирослав Церар Югославия                                                                                              |

#### Женщины
| Дисциплина           | Золото | Серебро | Бронза |
| -------------------- | --- | --- | --- |
| Командное первенство | СССР · Елена Волчецкая · Полина Астахова · Людмила Громова · Тамара Замотайлова · Лариса Латынина · Тамара Манина | Чехословакия · Вера Чаславска · Марианна Крайчирова · Яна Поснерова · Гана Ружичкова · Ярослава Седлачкова · Адольфина Ткачикова | Япония · Кэйко Танака-Икэда · Тосико Сирасу-Аихара · Киёко Оно · Танико Накамура-Мицукури · Гинко Абукава-Тиба · Хироко Цудзи |
| Многоборье           | Вера Чаславска Чехословакия                                                                                       | Лариса Латынина СССР | Полина Астахова СССР |
| Опорный прыжок       | Вера Чаславска Чехословакия                                                                                       | Лариса Латынина СССР Биргит Радохла Объединённая германская команда                                                              | не присуждалась |
| Брусья               | Полина Астахова СССР                                                                                              | Каталин Макрай Венгрия | Лариса Латынина СССР |
| Бревно               | Вера Чаславска Чехословакия                                                                                       | Тамара Манина СССР | Лариса Латынина СССР |
| Вольные упражнения   | Лариса Латынина СССР                                                                                              | Полина Астахова СССР | Анико Дуца Венгрия |

### Стрельба[17]
| Дисциплина                                   | Золото                     | Серебро                  | Бронза                         |
| -------------------------------------------- | -------------------------- | ------------------------ | ------------------------------ |
| Скорострельный пистолет, 25 м                | Пентти Линносвуо Финляндия | Йон Трипша Румыния       | Любомир Нацовский Чехословакия |
| Пистолет, 50 м                               | Вяйнё Маркканен Финляндия  | Франклин Грин США        | Ёсихиса Ёсикава Япония         |
| Малокалиберная винтовка с трёх позиций, 50 м | Лонес Виггер США           | Величко Христов Болгария | Ласло Хаммерль Венгрия         |
| Малокалиберная винтовка лёжа, 50 м           | Ласло Хаммерль Венгрия     | Лонес Виггер США         | Томми Пул США                  |
| Произвольная винтовка с трёх позиций, 300 м  | Гэри Андерсон США          | Шота Квелиашвили СССР    | Мартин Гуннарссон США          |
| Трап                                         | Эннио Маттарелли Италия    | Павел Сеничев СССР       | Уильям Моррис США              |

### Тяжёлая атлетика[18]
| Категория   | Золото                       | Серебро                    | Бронза                    |
| ----------- | ---------------------------- | -------------------------- | ------------------------- |
| 56 кг       | Алексей Вахонин СССР         | Имре Фёльди Венгрия        | Сиро Итиносэки Япония     |
| 60 кг       | Ёсинобу Миякэ Япония         | Айзек Бергер США           | Мечислав Новак Польша     |
| 67,5 кг     | Вальдемар Башановский Польша | Владимир Каплунов СССР     | Мариан Зелиньский Польша  |
| 75 кг       | Ганс Здражила Чехословакия   | Виктор Куренцов СССР       | Масуси Оути Япония        |
| 82,5 кг     | Рудольф Плюкфельдер СССР     | Геза Тот Венгрия           | Дёзё Вереш Венгрия        |
| 90 кг       | Владимир Голованов СССР      | Луис Мартин Великобритания | Иренеуш Палиньский Польша |
| свыше 90 кг | Леонид Жаботинский СССР      | Юрий Власов СССР           | Норберт Шемански США      |

### Фехтование[19]

#### Мужчины
| Дисциплина                  | Золото                                                                                   | Серебро | Бронза                                                                                      |
| --------------------------- | ---------------------------------------------------------------------------------------- | --- | ------------------------------------------------------------------------------------------- |
| Рапира Личное первенство    | Эгон Франке Польша                                                                       | Жан-Клод Маньян Франция                                                                                               | Даниэль Ревеню Франция                                                                      |
| Шпага Личное первенство     | Григорий Крисс СССР                                                                      | Генри Хоскинс Великобритания                                                                                          | Гурам Костава СССР                                                                          |
| Сабля Личное первенство     | Тибор Пежа Венгрия                                                                       | Клод Арабо Франция | Умяр Мавлиханов СССР                                                                        |
| Рапира Командное первенство | СССР · Марк Мидлер · Герман Свешников · Юрий Сисикин · Виктор Жданович · Юрий Шаров      | Польша · Витольд Войда · Збигнев Скрудлик · Рышард Парульский · Эгон Франке · Януш Ружицкий                           | Франция · Жак Куртийя · Жан-Клод Маньян · Кристиан Ноэль · Даниэль Ревеню · Пьер Родоканаши |
| Шпага Командное первенство  | Венгрия · Арпад Барань · Тамаш Габор · Иштван Каус · Дьёзё Кульчар · Золтан Немере       | Италия · Джованни Баттиста Бреда · Джузеппе Дельфино · Джанфранко Паолуччи · Альберто Пеллегрино · Джанлуиджи Саккаро | Франция · Клод Буркар · Клод Броден · Жак Броден · Ив Дрейфус · Жак Гитте                   |
| Сабля Командное первенство  | СССР · Нугзар Асатиани · Умяр Мавлиханов · Борис Мельников · Марк Ракита · Яков Рыльский | Италия · Джампаоло Каланкини · Владимиро Каларезе · Пьерлуиджи Кикка · Марио Раваньян · Чезаре Сальвадори             | Польша · Эмиль Охира · Ежи Павловский · Рышард Зуб · Анджей Пионтковский · Войцех Заблоцкий |

#### Женщины
| Дисциплина                  | Золото                                                                                       | Серебро                                                                                                  | Бронза                                                                                              |
| --------------------------- | -------------------------------------------------------------------------------------------- | --- | --------------------------------------------------------------------------------------------------- |
| Рапира Личное первенство    | Ильдико Уйлаки-Рейтё Венгрия                                                                 | Хельга Меес Объединённая германская команда                                                              | Антонелла Раньо Италия                                                                              |
| Рапира Командное первенство | Венгрия · Паула Мароши · Каталин Юхас · Юдит Агоштон · Лидия Дёмёльки · Ильдико Уйлаки-Рейтё | СССР · Галина Горохова · Валентина Прудскова · Татьяна Самусенко · Валентина Растворова · Людмила Шишова | Объединённая германская команда · Хельга Меес · Роземари Шербергер · Хайди Шмид · Гудрун Тойеркауфф |

### Футбол[20]
| Золото  | Серебро      | Бронза   |
| Венгрия | Чехословакия | Германия |

## Хоккей на траве
| Дисциплина | Золото | Серебро | Бронза |
| ---------- | --- | --- | --- |
| Мужчины    | Индия Харипал Каушик Шанкар Лакшман Мохиндер Лал Банду Патил В. Дж. Петер Али Сиед Гурбукс Сингх Даршан Сингх Джагджит Сингх Джогиндер Сингх Дхарам Сингх Притхипал Сингх Удхам Сингх Харбиндер Сингх Чаранджит Сингх | Пакистан Хуршид Азам Саид Анвар Мансур Хуссейн Атиф Наваз Хизар Баджва Мунир Дар Хаваджа Зака-уд-Дин Мухаммед Асад Малик Мухаммед Афзал Манна Халид Махмуд Мотулла Тарик Ниязи Азиз Тарик Абдул Хамид Анвар Ахмед Хан Зафар Хаят | Австралия Грэхем Вуд Брайан Гленкросс Пол Диринг Мервин Кроссман Джон Макбрайд Дональд Макуоттерс Патрик Нилан Десмонд Пайпер Джулиан Пирс Эрик Пирс Дональд Смарт Энтони Уотерс Робин Ходдер Рэймонд Эванс |